# 伊爾利姆卡
51°19′9″N 28°30′43″E / 51.31917°N 28.51194°E
伊爾利姆卡（烏克蘭語：Іллімка），是烏克蘭北部的村莊，隸屬日托米爾州的科羅斯滕區。該村面積0.43平方公里，海拔高度220米，2001年人口137，人口密度每平方公里319.35人。